# Aïn El Kebira
Aïn El Kebira (în arabă العين الكبيرة) este o comună din provincia Sétif, Algeria.
Populația comunei este de 36.295 locuitori (2008).